# Alberto Ángel Fernández
Alberto Ángel Fernández (Buenos Aires, 2 april 1959) is een Argentijnse advocaat en politicus. Tussen december 2019 en december 2023 was hij de president van Argentinië. Fernández is lid van de peronistische Partido Justicialista, waarvan hij in 2021 de politiek leider werd.
Behalve het presidentschap bekleedde Fernández in zijn loopbaan verschillende andere politieke functies. Zo was hij het hoofd van het kabinet van ministers gedurende het gehele presidentschap van Néstor Kirchner en de eerste maanden van diens opvolger Cristina Fernández de Kirchner. Zijn ambtstermijn als kabinetschef van 2003 tot 2008 is tot op heden de langste sinds de functie in 1994 werd gecreëerd.

## Levensloop
Fernández werd geboren in Buenos Aires, waar hij later rechten ging studeren aan de universiteit. Zijn vader was een rechter van Spaanse afkomst. Hij studeerde af op 24-jarige leeftijd en werd later professor in het strafrecht. Hij trad in dienst als adviseur van de Deliberative Council van Buenos Aires en de Argentijnse kamer van afgevaardigden. Later werd hij adjunct-directeur juridische zaken van het ministerie van Economische Zaken en diende hij als belangrijkste Argentijnse onderhandelaar bij de GATT Uruguay-ronde. Hij diende ook als adviseur van Mercosur en ALADI op het gebied van verzekeringsrecht en was betrokken bij verzekerings- en gezondheidsbedrijven in de particuliere sector. Fernández werd in 1992 uitgeroepen tot een van de tien buitengewone jongeren van Argentinië en ontving de Millennium Award als een van de zakenlieden van de natie, naast andere erkenningen. Gedurende deze tijd werd hij politiek dicht bij de voormalige gouverneur van de provincie Buenos Aires Eduardo Duhalde.
Op 25 mei 2003 werd hij door Néstor Kirchner benoemd tot hoofd van het kabinet van ministers (Spaans: Jefe del Gabinete de Ministros de la Nación Argentina). Hij behield deze functie ook onder Cristina Kirchner na haar verkiezing in 2007. Een nieuw stelsel van exportbelastingen op landbouwproducten leidde in 2008 tot het conflict van de regering met de landbouwsector. Fernández trad op als de belangrijkste onderhandelaar namens de regering. De onderhandelingen mislukten en Fernández bood op 23 juli 2008 zijn ontslag aan.

### Presidentschap
Op 18 mei 2019 stelde Fernández zich kandidaat voor de Argentijnse presidentverkiezingen. Cristina Kirchner maakte dit bekend en kondigde aan vicepresident te worden als Fernández zou winnen. Eind oktober 2019 kreeg hij bij de presidentsverkiezingen royaal meer stemmen dan de zittende president Mauricio Macri. Argentinië kreeg daarmee na vier jaar weer een linkse president. In zijn campagne beloofde hij de lonen te verhogen en meer geld uit te geven aan sociaal beleid. Argentinië zit in een diepe financiële crisis, met een gigantische schuld bij het Internationaal Monetair Fonds (IMF) en een hoge inflatie. De financiering van deze plannen kan tot additionele problemen leiden. Hij voerde zijn campagne samen met oud-president Cristina Kirchner, die zoals aangekondigd vicepresident werd.
In augustus 2021 werd hij aangeklaagd vanwege het overtreden van een verplichte quarantaineperiode toen hij en zijn partner Fabiola Yáñez in juli 2020 een verjaardagsfeestje organiseerden met vrienden. Toen foto’s van het feest publiek bekend werden ontstond een rel omdat hij als president het land strenge lockdowns oplegde om de coronapandemie in te dammen en zelf niet de regels naleefde. Zijn populariteit onder de Argentijnse bevolking daalde naar een dieptepunt en bij voorverkiezingen op 12 september 2021 verloor de regerende coalitie Frente de Todos fors, mede door het acteren van Fernández tijdens de coronapandemie.
In 2023 stelde Fernández zich niet opnieuw verkiesbaar. Hij bleef president tot 10 december 2023 en werd die dag opgevolgd door Javier Milei.
- Bibliothèque nationale de France: cb12129446m (data)
- Gemeinsame Normdatei: 1293065137
- International Standard Name Identifier: 0000 0000 2415 4734
- Library of Congress Control Number: n86070454
- Système universitaire de documentation: 17112619X
- Virtual International Authority File: 9881539
- WorldCat: E39PBJqBtyGfxJdQTdbxwMg3Qq